# Kość haczykowata

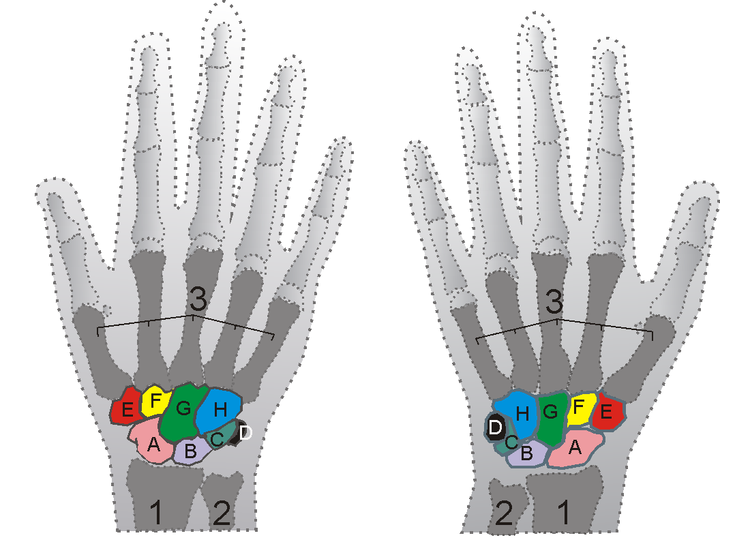
Kości nadgarstka: A – kość łódeczkowata, B – kość księżycowata, C – kość trójgraniasta, D – kość grochowata, E – kość czworoboczna większa, F – kość czworoboczna mniejsza, G – kość główkowata, H – kość haczykowata

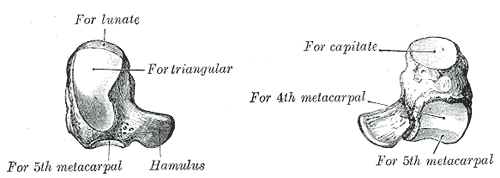
Kość haczykowata

Kość haczykowata (łac. os hamatum) – jedna z ośmiu kości nadgarstka człowieka. Nazwa kości pochodzi od charakterystycznego wyrostka kostnego w kształcie haczyka (łac. hamulus ossis hamati), który odchodzi z powierzchni dłoniowej. Kość haczykowata ma kształt klina i jak większość kości nadgarstka ma sześć powierzchni. Powierzchnia bliższa (górna), czyli wierzchołek klina, jest gładka i wypukła. Jest ona połączona z kością księżycowatą. Powierzchnia dalsza (dolna) posiada nieco wklęsłe powierzchnie stawowe, którymi łączy się z IV i V kośćmi śródręcza. Powierzchnia łokciowa łączy się z kością trójgraniastą, a powierzchnia promieniowa łączy się z kością główkowatą. Do grzbietowej powierzchni przyłączają się więzadła, co powoduje że jest ona nierówna. Powierzchnia grzbietowa ma kształt trójkątny. Do haczyka znajdującego się na powierzchni dłoniowej przyłączają się troczek zginaczy nadgarstka, mięsień przeciwstawiacz palca małego i mięsień zginacz krótki palca małego. 